# Муниципаль де Пойнте-Нойре (стадион)
«Муниципаль» — стадион в Пуэнт-Нуаре (Республики Конго). Домашняя арена футбольного клуба Республики Конго.
Стадион «Муниципаль де Пуэнт-Нуар» — один из крупнейших в стране. Он приспособлен для соревнований по многим видам спорта, однако, в основном используется для футбольных матчей. Сборная Республики Конго по футболу проводит международные матчи именно здесь.
Вместимость стадиона — 37 000 мест, однако, сидячих — приблизительно 30 тысяч.

## Поле
- Размер игрового поля: 105 м х 68 (Без подогрева)
- Газон: естественный, травяной